# Бен-Йехуда, Элиэзер

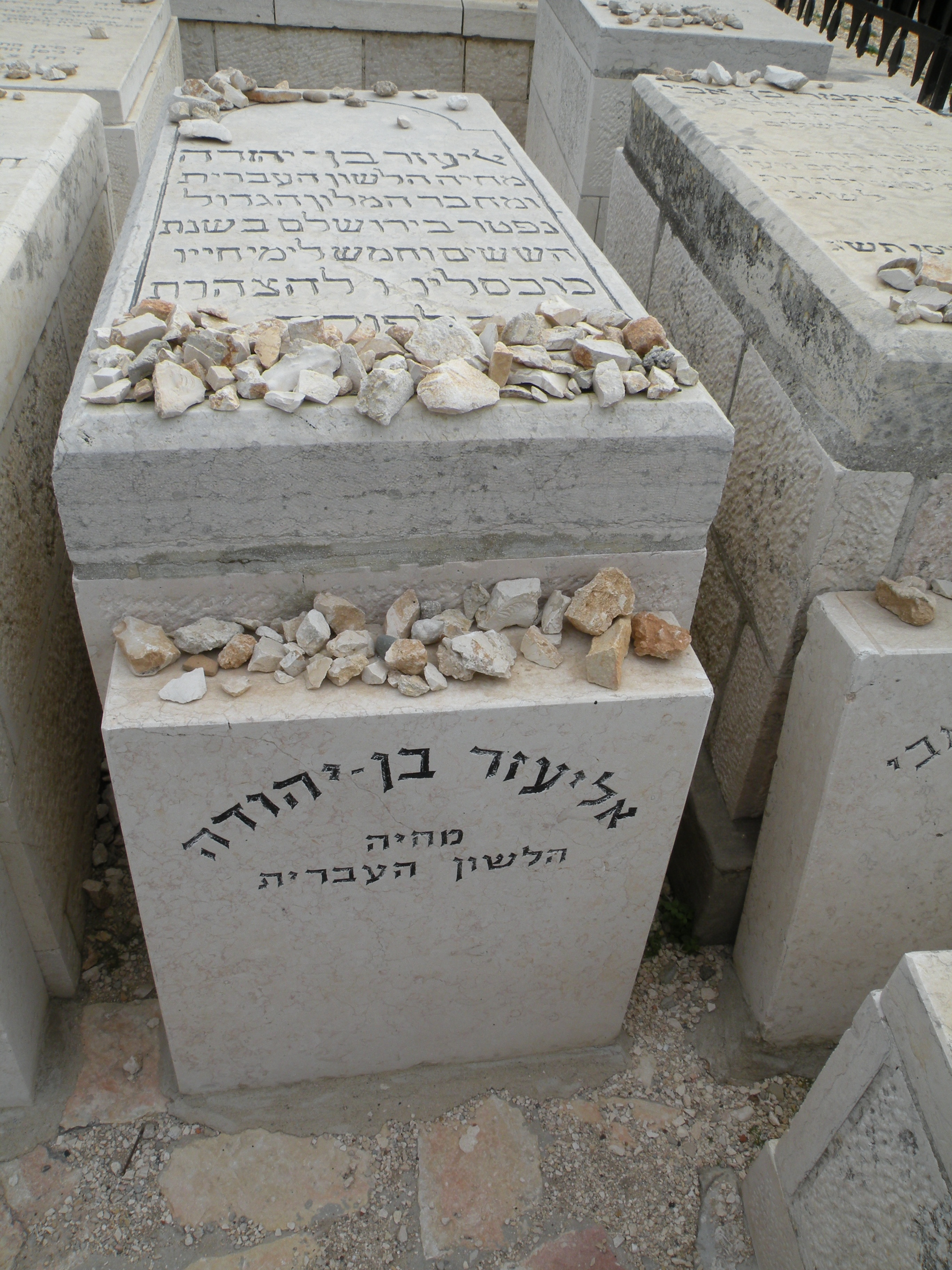
Могила Элиэзера Бен-Йехуды.

Элиэ́зер Бен-Йехуда́ (ивр. אֱלִיעֶזֶר בֶּן־יְהוּדָה‎; настоящее имя Ле́йзер-И́цхок Пе́рельман; 7 января 1858, Лужки, Дисненский уезд, Виленская губерния, Российская империя — 16 декабря 1922, Иерусалим, Палестина) — «отец современного иврита», основатель гебраизма; человек, всю жизнь занимавшийся возрождением иврита в качестве современного разговорного языка, его развитием и обогащением.
Создал один из первых еженедельников на иврите, основал Комитет языка иврит (ставший впоследствии Академией языка иврит), начал публикацию первого полного словаря иврита. В предисловии к своему словарю писал: «Если можно восстановить язык, на котором перестали говорить, и сделать его разговорным, выражающим всё, что хочет сказать хотя бы один человек, то несомненно такой язык можно сделать разговорным языком и для всего общества». Его девиз: «Иври, дабер иврит!», ивр. עברי, דבר עברית!‎ («Еврей, говори на иврите!»). В 1908 году писал в газете «Ха-цви»:
Для каждого дела нужен только один мудрый и энергичный человек, готовый приложить к нему все силы, и дело пойдёт, несмотря ни на какие препятствия… Для каждого новшества, для каждого, даже самого малого шага на пути прогресса необходим первопроходец, который не знает отступления.

## Биография
- Родился в 1858 году в Лужках (ныне Шарковщинский район, Витебская область, Беларусь).
- Окончил реальное училище в городе Динабург (ныне Даугавпилс).
- С 1878 года изучал медицину в Париже.
- Изложил в статье «Важный вопрос» свои взгляды о необходимости возрождения иврита в качестве языка повседневного общения евреев.
- В 1881 году уехал вместе с будущей женой Дворой Йонас в Землю Израиля, на родину иврита, и сменил имя на Элиэзер Бен-Йехуда.
- В семье Бен-Йехуды говорили только на иврите, его сын Бен-Цион (более известный как Итамар Бен-Ави) стал первым носителем иврита как родного языка спустя более тысячи лет после прекращения его разговорной функции.
- В 1882—1885 годах добился, чтобы иврит был признан единственным языком преподавания некоторых предметов в иерусалимской школе «Тора вэ'Авода́», где он преподавал (Война языков).
- В 1884 году основал еженедельник «Ха-цви», ставший первым периодическим изданием на иврите, отвечающим европейским нормам.
- В 1890 году основал «Комитет языка иврит», председателем которого он оставался до самой смерти.
- В 1910 году начал публикацию «Полного словаря древнего и современного иврита» (законченного лишь в 1959 году с выходом 18-го тома словаря, через 36 лет после его смерти).
- В 1920 году по предложению Бен-Йехуды на базе «Комитета языка иврит» была создана «Академия языка иврит».
- После утверждения британского мандата на Палестину (1920) Бен-Йехуда был одним из тех, кто убедил британского верховного комиссара провозгласить иврит одним из трёх официальных языков наряду с арабским и английским, что и произошло 29 ноября 1922 года.

## Память
- На доме Элиэзера Бен-Йехуды в Иерусалиме установлена памятная доска.
- В честь него названа одна из центральных улиц Иерусалима, а также улицы в Тель-Авиве, Хайфе и других городах Израиля.
- Добровольный проект[7], обеспечивающий свободный доступ к текстам на иврите (стихи, проза, переводы), назван именем Элиэзера Бен-Йехуды.
- На родине Элиэзера Бен-Йехуды в Лужках установлен памятный знак на бывшей рыночной площади местечка.
- В 2012 году ко Дню белорусской письменности в Глубоком (Беларусь) на Аллее знаменитых земляков был установлен бюст Элиэзера Бен-Йехуды[8]